# Nœud carré

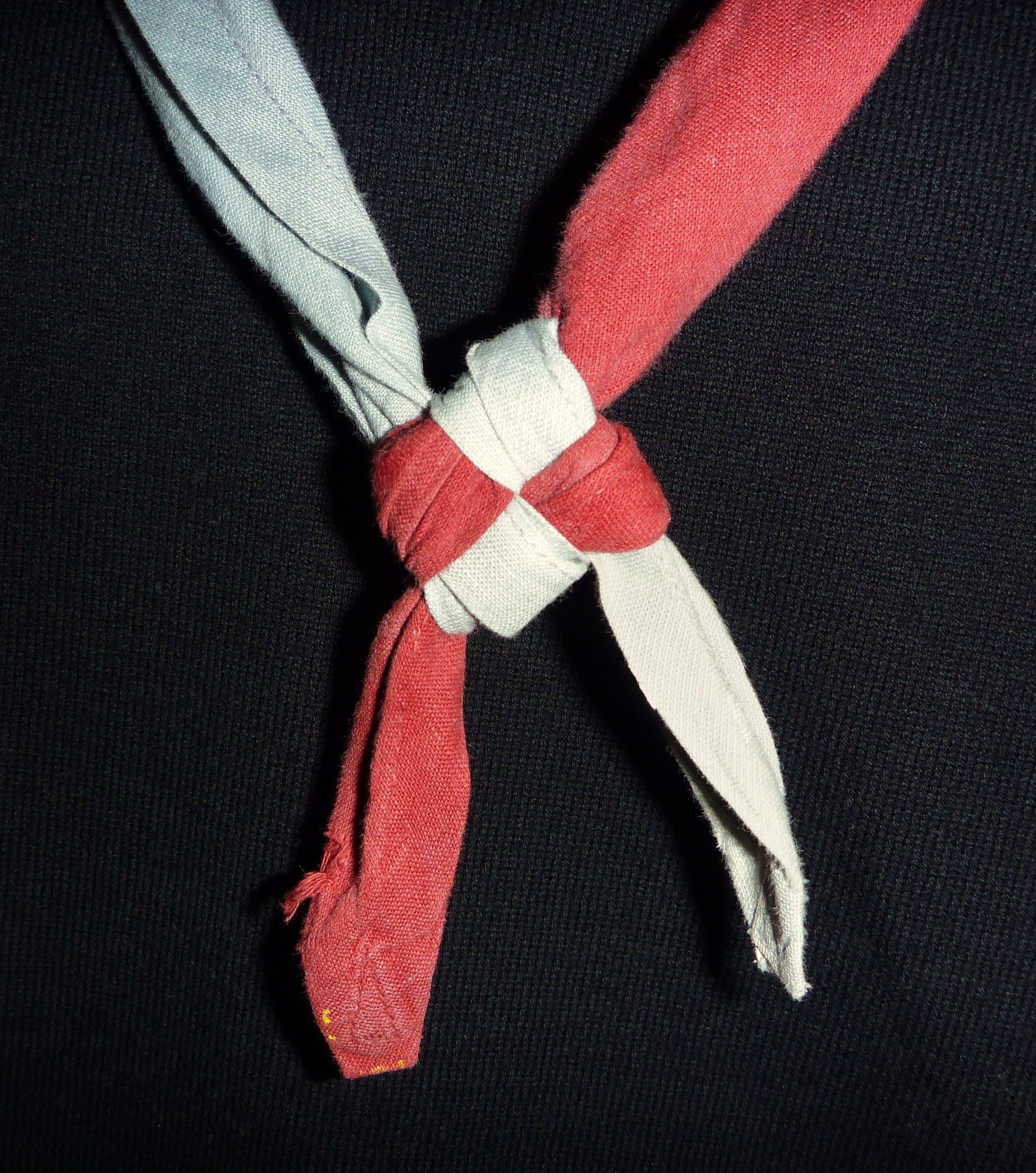

Le nœud carré est un nœud décoratif utilisé par les scouts pour nouer leurs foulards. Initialement symbole du scoutisme féminin mondial, son usage s'est répandu dans toutes les branches du scoutisme.

## Réalisation
Ce nœud peut être fait avec une ou deux cordes et est similaire en conception aux nœuds de cul de porc ou au scoubidou.

## Esthétique
Ce nœud est bien fait lorsque les quatre carrés le composant sont isométriques, nets, et que les deux couettes sont de longueur égale.